# Kamperland
Kamperland est un village sur l'île de Beveland-du-Nord de la province Zélande des Pays-Bas.
Situé le long du Veerse Meer (ancien bras de l'Escaut) on y trouve un « spot » pour la planche à voile.